# Canottaggio ai Giochi della VII Olimpiade - Due con maschile
La competizione del Due con maschile dei Giochi della VII Olimpiade si è svolta nel Canale Willebroek, Vilvoorde presso Anversa i giorni 28 e 29 agosto 1920

## Risultati

### Batterie
Si disputarono il giorno 28 agosto. I vincitori avanzarono alla finale. 
| Pos. | Nazione | Atleta                                                         | Tempo  |
| ---- | ------- | -------------------------------------------------------------- | ------ |
| 1    | Italia  | Ercole Olgeni Giovanni Scatturin Guido De Filip                | 8'10"0 |
| 2    | Belgio  | Georges Van Den Bossche Oscar Van Den Bossche Guillaume Visser | 8'25"0 |

| Pos. | Nazione | Atleta                                        | Tempo   |
| ---- | ------- | --------------------------------------------- | ------- |
| 1    | Francia | Gabriel Poix Maurice Bouton Ernest Barberolle | 9'15"00 |

| Pos. | Nazione  | Atleta                                      | Tempo  |
| ---- | -------- | ------------------------------------------- | ------ |
| 1    | Svizzera | Édouard Candeveau Alfred Felber Paul Piaget | 8'50"0 |

### Finale
Si disputò il giorno 29 agosto.
| Pos.    | Nazione  | Atleta                                          | Tempo  |
| ------- | -------- | ----------------------------------------------- | ------ |
| Oro     | Italia   | Ercole Olgeni Giovanni Scatturin Guido De Filip | 7'56"0 |
| Argento | Francia  | Gabriel Poix Maurice Bouton Ernest Barberolle   | 7'57"0 |
| Bronzo  | Svizzera | Édouard Candeveau Alfred Felber Paul Piaget     | n/d    |